# Landtagswahl in Südtirol 2023
- Grüne: 3
- PD: 1
- LC: 1
- TK: 4
- SVP: 13
- SMW: 1
- F: 2
- STF: 4
- JWA: 2
- VITA: 1
- Lega: 1
- FdI: 2

Die Landtagswahl in Südtirol 2023 fand am 22. Oktober 2023 statt. Neu gewählt wurden die 35 Mitglieder des Südtiroler Landtags. Am selben Tag fand auch die Wahl zum Trentiner Landtag statt. Südtiroler und Trentiner Landtag bilden gemeinsam den 70 Mandate umfassenden Regionalrat Trentino-Südtirol.

## Hintergrund
Bei der Landtagswahl in Südtirol 2018 verlor die Koalition aus Südtiroler Volkspartei (SVP) und der Demokratischen Partei (PD) ihre Mehrheit. Die für die Loslösung Südtirols von Italien eintretenden Parteien Die Freiheitlichen und Süd-Tiroler Freiheit (STF) verloren deutlich, während das Team K (neu gegründet) und die Lega starke Gewinne einfahren konnten. Daraufhin bildete die SVP zusammen mit der Lega eine Koalition.
Bei der Europawahl in Italien 2019 schloss die SVP ein Bündnis mit Forza Italia und gewann mit 47 Prozent. Die Lega kam auf über 17 Prozent, Team K, welche mit Più Europa antrat, kam auf über 10 Prozent und die Grünen versöhnten sich mit Europa Verde und sie kamen gemeinsam auf 8,7 Prozent.
Bei den Parlamentswahlen in Italien 2022 trat die SVP alleine an und kam auf 41 Prozent. Fratelli d’Italia wurde stärkste italienischsprachige Partei mit über 10 Prozent.

## Wahlrecht
Die 35 Abgeordneten des Südtiroler Landtags werden nach reinem Verhältniswahlrecht ohne Sperrklausel gewählt. Das ganze Land bildet einen Wahlkreis. Jeder Wähler hat eine Listenstimme und kann bis zu vier Kandidaten der gewählten Liste eine Vorzugsstimme geben.
Das Sitzzuteilungsverfahren gilt aufgrund der Möglichkeit, auch ohne das Erreichen eines Grundmandats bei der vorläufigen Ermittlung der Anzahl jeder Liste zustehenden Sitze einen Sitz erreichen zu können, als besonders minderheitenfreundlich. Wurden demnach nach der vorläufigen Ermittlung der jeder Liste zustehenden Sitze nicht alle 35 Sitze verteilt, so werden die noch zu vergebenen Sitze nach Höhe der Reststimmen jeder Liste vergeben. Somit bevorzugt das geltende Wahlrecht kleine Listen. Die jeder Liste zustehenden Sitze werden mit den nach Vorzugsstimmen gereihten Kandidaten besetzt.

## Parteien und Kandidaten
| Partei                        | Spitzenkandidat                           |
| ----------------------------- | ----------------------------------------- |
| SVP Südtiroler Volkspartei    | Arno Kompatscher                          |
| Team K                        | Paul Köllensperger Maria Elisabeth Rieder |
| Lega                          | Christian Bianchi                         |
| Verdi-Grüne-Vërc              | Brigitte Foppa                            |
| Die Freiheitlichen            | Sabine Zoderer                            |
| Süd-Tiroler Freiheit          | Sven Knoll                                |
| Demokratische Partei Südtirol | Sandro Repetto                            |
| MoVimento 5 Stelle            | Diego Nicolini                            |
| Fratelli d’Italia             | Marco Galateo                             |
| Forza Italia                  | Carlo Vettori                             |
| Für Südtirol mit Widmann      | Thomas Widmann                            |
| ENZIAN                        | Josef Unterholzner                        |
| VITA                          | Renate Holzeisen                          |
| JWA                           | Jürgen Wirth Anderlan                     |
| Centro Destra                 | Filippo Maturi                            |
| La Civica                     | Emanuela Albieri                          |

## Umfragen
| Institut          | Datum      | SVP    | TK     | Lega   | Grüne  | F     | STF    | PD    | M5S   | FdI   | FI    | ENZIAN | SMW   | JWA   | VITA  | Sonst. |
| ----------------- | ---------- | ------ | ------ | ------ | ------ | ----- | ------ | ----- | ----- | ----- | ----- | ------ | ----- | ----- | ----- | ------ |
| Landtagswahl 2023 | 22.10.2023 | 34,5 % | 11,1 % | 3,0 %  | 9,0 %  | 4,9 % | 10,9 % | 3,5 % | 0,7 % | 6,0 % | 0,6 % | 0,7 %  | 3,4 % | 5,9 % | 2,6 % | 3,2 %  |
| INSA              | 09.2023    | 35 %   | 11 %   | 4 %    | 12 %   | 6 %   | 5 %    | 3 %   | 2 %   | 7 %   | 2 %   | –      | 5 %   | 2 %   | 2 %   | 4 %    |
| Apollis           | 09.2023    | 32 %   | 14 %   | 5 %    | 11 %   | 6 %   | 6 %    | 4 %   | –     | 7 %   | 2 %   | –      | 5 %   | 3 %   | 2 %   | 3 %    |
| INSA              | 07.2023    | 37 %   | 8 %    | 7 %    | 12 %   | 9 %   | 7 %    | 3 %   | 1 %   | 7 %   | 4 %   | 1 %    | –     | –     | –     | 4 %    |
| Demox             | 04.2023    | 36,5 % | 12,5 % | 5,5 %  | 10,5 % | 6,5 % | 6,5 %  | 3,5 % | 2,5 % | 7,5 % | 1,5 % | –      | –     | –     | –     | 4 %    |
| Apollis           | 03.2023    | 40 %   | 13 %   | 3 %    | 14 %   | 7 %   | 6 %    | 4 %   | 2 %   | 6 %   | –     | 1 %    | –     | –     | –     | 4 %    |
| Komma (geleakt)   | 03.2023    | 36,5 % | N. N.  | 5 %    | N. N.  | N. N. | N. N.  | N. N. | 5 %   | 8 %   | 1,5 % | N. N.  | –     | –     | –     | 44,0 % |
| Apollis           | 08.2022    | 37 %   | 11 %   | 5 %    | 17 %   | 8 %   | 4 %    | 4 %   | 2 %   | 6 %   | –     | 3 %    | –     | –     | –     | 3 %    |
| Apollis           | 01.2022    | 42 %   | 8 %    | 8 %    | 14 %   | 6 %   | 7 %    | 4 %   | 1 %   | 4 %   | –     | 1 %    | –     | –     | –     | 5 %    |
| Apollis           | 01.2021    | 43 %   | 8 %    | 8 %    | 14 %   | 6 %   | 7 %    | 4 %   | 1 %   | 4 %   | –     | 1 %    | –     | –     | –     | 5 %    |
| Landtagswahl 2018 | 21.10.2018 | 41,9 % | 15,2 % | 11,1 % | 6,8 %  | 6,2 % | 6,0 %  | 3,8 % | 2,4 % | 1,7 % | 1,0 % | —      | –     | –     | –     | 4,0 %  |

## Ergebnis

Stimmenstärkste Parteien nach Gemeinden:

|                                     | Ergebnis 2023 | Ergebnis 2023 | Ergebnis 2023 | Ergebnis 2018 | Ergebnis 2018 | Ergebnis 2018 | Veränderung | Veränderung | Veränderung |
| Anzahl                              | %             | Sitze         | Anzahl        | %             | Sitze         | Anzahl        | %- Punkte   | Sitze       |             |
| ----------------------------------- | ------------- | ------------- | ------------- | ------------- | ------------- | ------------- | ----------- | ----------- | ----------- |
| Wahlberechtigte Gesamt              | 429.841       |               |               | 417.968       |               |               | +11.873     |             |             |
| Wahlberechtigte Südtirol            | 387.644       |               |               | 382.964       |               |               | +4.680      |             |             |
| Wähler Südtirol                     | 277.124       | 71,5          |               | 282.878       | 73,9          |               | −5.754      | −2,4        |             |
| Wahlberechtigte Briefwahl (Ausland) | 42.197        |               |               | 35.004        |               |               | +7.193      |             |             |
| Wähler Briefwahl (Ausland)          | 13.175        | 31,2          |               | 10.442        | 29,8          |               | +2.733      | +1,4        |             |
| Abgegebene Stimmen                  | 290.299       | 67,5          |               | 293.320       | 70,2          |               | −3.021      | −2,7        |             |
| Ungültige Stimmen                   | 9.054         | 3,1           |               | 8.959         | 3,1           |               | +95         |             |             |
| Gültige Stimmen                     | 281.245       | 96,9          |               | 284.361       | 96,9          |               | −3.116      |             |             |
| davon entfallen auf                 |               |               |               |               |               |               |             |             |             |
| Südtiroler Volkspartei              | 97.099        | 34,5          | 13            | 119.109       | 41,9          | 15            | −22.010     | −7,4        | −2          |
| Team K                              | 31.203        | 11,1          | 4             | 43.315        | 15,2          | 6             | −12.112     | −4,1        | −2          |
| Süd-Tiroler Freiheit                | 30.585        | 10,9          | 4             | 16.927        | 6,0           | 2             | +13.658     | +4,9        | +2          |
| Verdi Grüne Vërc                    | 25.444        | 9,0           | 3             | 19.392        | 6,8           | 3             | +6.052      | +2,2        | ± 0         |
| Fratelli d’Italia                   | 16.751        | 6,0           | 2             | 4.882         | 1,7           | 1             | +11.869     | +4,2        | +1          |
| JWA                                 | 16.597        | 5,9           | 2             | –             |               |               |             |             |             |
| Die Freiheitlichen                  | 13.838        | 4,9           | 2             | 17.620        | 6,2           | 2             | −3.782      | −1,3        | ± 0         |
| PD                                  | 9.707         | 3,5           | 1             | 10.808        | 3,8           | 1             | −1.101      | −0,3        | ± 0         |
| Für Südtirol mit Widmann            | 9.647         | 3,4           | 1             | –             |               |               |             |             |             |
| Lega                                | 8.545         | 3,0           | 1             | 31.515        | 11,1          | 4             | −22.970     | −8,0        | −3          |
| La Civica                           | 7.301         | 2,6           | 1             | –             |               |               |             |             |             |
| VITA                                | 7.223         | 2,6           | 1             | –             |               |               |             |             |             |
| MoVimento 5 Stelle                  | 2.087         | 0,7           |               | 6.670         | 2,3           | 1             | −4.583      | −1,6        | −1          |
| ENZIAN                              | 1.990         | 0,7           |               | –             |               |               |             |             |             |
| Forza Italia                        | 1.627         | 0,6           |               | 2.826         | 1,0           |               | −1.199      | −0,4        | ± 0         |
| Centro Destra                       | 1.601         | 0,6           |               | –             |               |               |             |             |             |
| Sonstige (2018)                     | –             |               |               | 11.297        | 4,0           |               |             |             |             |

## Nach der Wahl

### Regierungsbildung
Nach Artikel 50 des Autonomiestatuts haben die Sprachgruppen proportional zu ihrem Anteil an den Landtagsabgeordneten in der Landesregierung vertreten zu sein, die aus dem Landeshauptmann, zwei Landeshauptmann-Stellvertretern und mehreren Landesräten besteht. Ein ladinisches Mitglied kann auch abweichend vom mathematischen Proporz in die Regierung berufen werden. Personen, die nicht Landtagsabgeordnete sind, bedürfen zu ihrer Berufung der Zustimmung von zwei Dritteln aller Landtagsmitglieder und zusätzlich der Zustimmung der die Landesregierung unterstützenden Mitglieder der jeweiligen Sprachgruppe.
In der Praxis führt dies dazu, dass die SVP stets mindestens mit einer italienischsprachigen Partei koaliert. Die bisherige Koalition mit der Lega verfügte nur noch über 14 der 35 Sitze.
Von den gewählten Abgeordneten gehörten 29 der deutschen, fünf der italienischen und einer (Daniel Alfreider) der ladinischen Sprachgruppe an.
Am 2. Dezember 2023 sprach sich der Parteiausschuss der Südtiroler Volkspartei für eine Koalition mit Fratelli d’Italia, den Freiheitlichen, Lega und La Civica aus. Diese Parteien verfügen über 19 der 35 Sitze im Landtag. 41 Mitglieder des Parteiausschusses stimmten für Fratelli d’Italia, Lega und La Civica als italienischsprachige Koalitionspartner, 17 für PD und La Civica; es gab eine Enthaltung. Erstmals benötigt die SVP, die bis 2013 über die absolute Mehrheit verfügte, auch einen deutschsprachigen Koalitionspartner. Hier zogen die Ausschussmitglieder mit 42 zu 17 Stimmen die Freiheitlichen dem Team K vor.
Nach Abschluss der Koalitionsverhandlungen der fünf Parteien wählte der Landtag Arno Kompatscher am 18. Januar 2024 mit 19 zu 16 Stimmen wieder zum Landeshauptmann. Die neue Landesregierung trat ihr Amt am 1. Februar 2024 an.

### Fraktionswechsel während der laufenden Legislaturperiode
Bereits am 19. Februar 2024 verließ der für die Freiheitlichen gewählte Abgeordnete Andreas Leiter Reber seine Partei und die Fraktion, wodurch die Regierungsmehrheit im Landtag von 19 auf 18 Abgeordnete (bei 17 Oppositionsvertretern) zusammenschmolz.
Am 24. Oktober 2024 verließ Andreas Colli die JWA-Fraktion, um in der Folge seine eigene Fraktion Wir Bürger – Noi cittadini zu gründen.